# Oreosyce africana
Oreosyce africana — вид квіткових рослин родини гарбузових. Це єдиний вид у роду Oreosyce. Це витка рослина, яка походить з Африки на південь від Сахари та Мадагаскару, від Біоко та Камеруну на заході до Ефіопії на північному сході та провінції Лімпопо в Південній Африці на півдні.